# Josef Plzák (odbojář)
Josef Plzák (18. dubna 1920 Chrást u Plzně – 7. ledna 1950 Věznice Pankrác) byl český důstojník ČSA a protikomunistický odbojář odsouzený komunistickým režimem k trestu smrti a popravený v roce 1950.

## Život

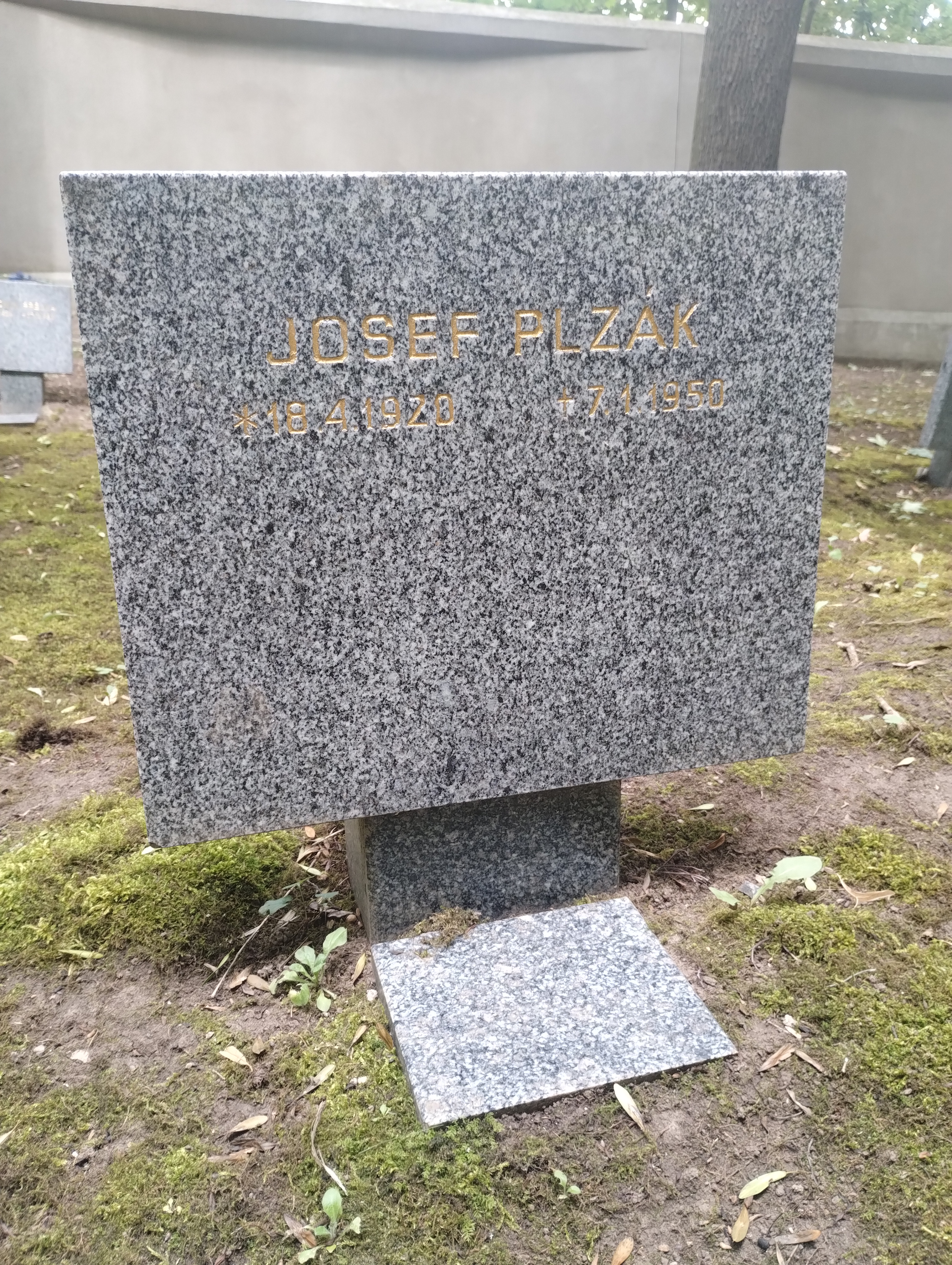
Symbolický náhrobek J. Plzáka na Čestném pohřebišti v Ďáblicích

Narodil se v roce 1920 v Chrástu u Plzně. Za druhé světové války byl vězněn v Terezíně. Po únorovém převratu se zapojil do protikomunistického odboje, když se stal členem skupiny MAPAŽ. Předmětem činnosti skupiny mělo být kromě šíření protirežimních tiskovin také shromažďování zbraní či pomoc občanům Československa uprchnout ze země na západ. Skupina také podnikla v letech 1948 a 1949 sérii bombových útoků, které ovšem nikoho nezabily. Státní bezpečnost však členy skupiny odhalila. Plzák tak byl v srpnu 1949 zatčen a vzat do vazby. V politickém procesu konaném v Sokolovně v Lounech byl v říjnu 1949 odsouzen k trestu smrti. Popraven byl v lednu 1950 spolu s Bohumilem Klemptem, Kamilem Novotným a Josefem Hořejším. Jeho poslední slova zněla: „Ať žije Masaryk, ať žije MAPAŽ!“. Dvě desítky dalších osob byly v procesu odsouzeny k dlouholetým trestům odnětí svobody včetně čtyř doživotních trestů.

## Připomínka
V Lounech byla v lednu 1993 k uctění jeho památky instalována pamětní deska.

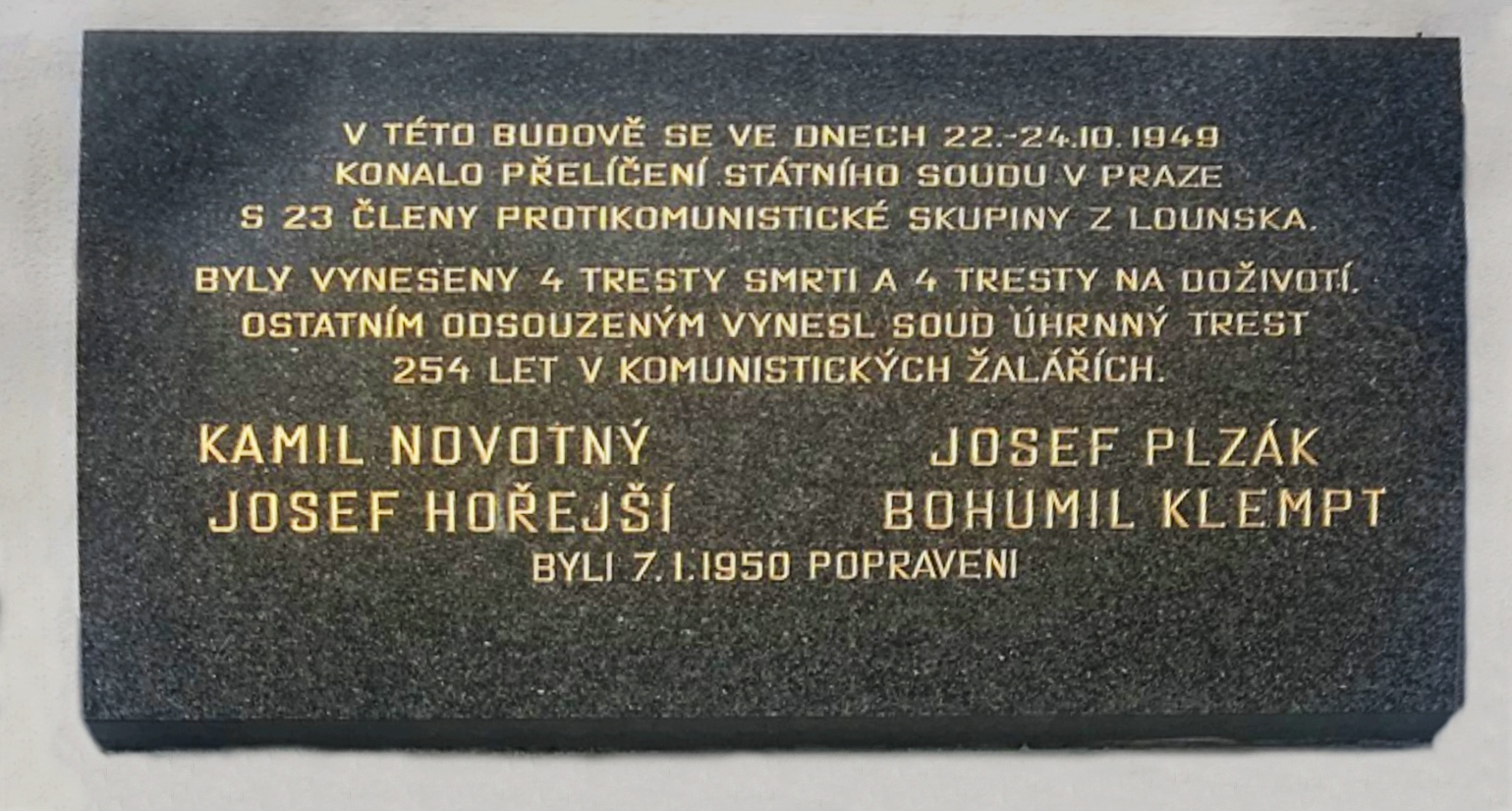
Pamětní deska na lounské sokolovně